# 沙姆解放組織
沙姆解放組織（阿拉伯语：هيئة تحرير الشام，羅馬化：Hayʼat Taḥrīr aš-Šām，西方國家譯為「黎凡特解放組織」，黎凡特範圍大致與阿拉伯人所稱的沙姆地區相當，缩写为HTS）是叙利亚的一个已不存在的的武裝團體，曾活跃在叙利亚内战中。2017年1月28日，由征服沙姆陣線和其它一些反政府武裝團體合併而成。沙姆解放組織在成立初期有3.1萬人兵力，其中約1.8萬人來自征服沙姆陣線，其後有更多團體加入沙姆解放組織，兵力增加至5萬人，一些評論員認為沙姆解放組織是當時敘利亞境內單一最大的反巴沙爾政府的武裝團體。
最後一任征服沙姆陣線的頭目艾哈迈德·沙拉（原化名：阿布·穆罕默德·朱拉尼）擔任沙姆解放組織的軍事領導人。沙姆解放組織與征服沙姆陣線關係密切，而伊朗政府則宣稱卡塔尔和沙特阿拉伯支援沙姆解放組織。時至今日，该组织仍被联合国安理会第2254号决议列为恐怖组织。2024年12月2日，沙姆解放組織在2024年西北敘利亞戰役中佔領了阿勒頗。同年12月8日，組織攻陷敘利亞首都大馬士革，推翻巴沙爾·阿薩德的復興黨政權。2025年1月29日，敘利亞革命勝利宣告會議上沙姆解放組織與其他組織解散並合併於敘利亞國防部，該組織領導人艾哈邁德·沙拉就任過渡階段的敘利亞總統。

## 認定該組織為恐怖組織的定義國及定義日期
| 国家   | 时间          | 参考          |
| 美国   | 2017年3月11日 | [ 44 ] [ 45 ] |
| 加拿大 | 2018年5月23日 | [ 46 ]        |
| 土耳其 | 2018年8月31日 | [ 47 ]        |
| 英国   | 2017年5月1日  | [ 48 ]        |
| 俄羅斯 | 2020年6月4日  | [ 49 ]        |

HTS被美国、欧盟、俄罗斯、英国、加拿大和其他一些国家指定为恐怖组织。美国驻叙利亚大使馆于2012年2月暂停运作，并于2017年5月证实，HTS于2017年3月被指定为恐怖组织。美国国务院发言人进一步表示，正在对HTS的内部机制进行审查，以“仔细分析这一问题”。2018年5月，美国国务院正式将HTS列入“國務院外國恐怖組織名單”（FTO）。2023年6月，美国正式确认HTS领导人夏拉已于2016年切断与基地组织的联系，同时对已知为HTS提供资金的个人实施制裁。其中包括HTS「舒拉委員會」成員阿布·艾哈迈德·扎库尔（Abu Ahmed Zakour）。
2018年5月23日，加拿大将HTS指定为恐怖组织。
2018年8月，土耳其将HTS指定为恐怖组织。尽管如此，土耳其军队仍与HTS进行战略合作，视其为打击基地组织和伊斯兰国残余势力重要盟友。由于HTS因其保卫伊德利卜免受复兴党政权统治而巩固政权的目標，成为了由土耳其斡旋的多项停火协议的一方。在2020年3月停火协议达成后，HTS重点转向消灭伊德利卜的独立民兵和强硬派圣战派别。HTS在数周之内成功摧毁所有基地组织网络，并制服或吸纳其他反对派系，取得对伊德利卜的绝对控制权。
阿萨德政权垮台后，英国广播公司新闻报道称，英国政府可能将HTS从恐怖组织名单里删除；联合国叙利亚问题特使盖尔·奥托·佩德森向《金融时报》表示，国际社会需要考虑取消针对叙利亚的制裁。

## 侵犯人权和战争罪指控
尽管HTS竭力与基地组织划清界限，透过叙利亚救国政府把自己展现为合法管理机构，但联合国、美国、欧盟和人权组织的报告显示，HTS继续参与严重侵犯人权行为和战争罪行。

### 法外处决、任意逮捕和酷刑
HTS实施法外处决、任意逮捕和强迫失踪。反对派、记者、异见人士以及被认为批评HTS的平民被非法拘留。HTS管理的拘留设施中酷刑和虐待现象普遍存在，有记录显示HTS使用了至少22种酷刑手段，包括身体和心理虐待。酷刑下获得的供词可作为HTS法庭的证据，而被拘留者没有法律途径对其监禁提出质疑。2019年，人权观察组织的一份报告指责该组织在其控制区内对记录其暴行的当地人实施酷刑。

### 针对女性的歧视与暴力行为
HTS对女性实施严格的宗教着装规定，及限制她们的行动自由和接受教育的机会。女性只有在男性亲属（mahram）的陪同下才可以旅行，违反者可能会被逮捕和惩罚。妇女面临普遍的歧视和暴力，包括任意拘留、羁押期间的性虐待，以及因“通奸”或“亵渎”等罪名被判处死刑。妇女还被剥夺了申请离婚的权利，被禁止在公共场合化妆和独居。报道指已婚女性（包括被迫童婚的未成年女孩），被剥夺进入公立学校和大学的权利。
从事人道主义或媒体工作的女性反对派成员，尤其成为攻击目标。许多人被指控犯有叛国罪或其他罪名，并被以此为借口，迫使她们停止批评HTS的活动。HTS还逮捕与敌对团体或反对派有家庭关系的妇女，以此作为获取筹码或强迫合作的策略。女性被拘留者遭受有辱人格的待遇，包括隔离、威胁、缺乏医疗救治和虐待。

### 强迫皈依和对宗教少数群体的歧视
尽管HTS自2018年起对外界宣称其就宗教少数群体持宽容态度，但美国国际宗教自由委员会（USCIRF）于2022年的报告发现：
HTS继续针对宗教少数群体和持不同政见的逊尼派穆斯林，大规模侵犯宗教自由和人权。该组织强制皈依逊尼派伊斯兰教，系统性地没收基督徒和德鲁兹人的财产，禁止已婚女性接受教育。在HTS控制的地区，以捏造的宗教罪名进行任意逮捕、酷刑和处决的情况屡见不鲜，被拘留者经常遭受虐待，且得不到法律救济。

### 政治压迫
HTS通过暴力镇压、任意逮捕和虐待批评者（包括记者、活动人士和平民），系统性地压制异见人士。反对HTS的抗议活动很少被容忍，而且经常遭到暴力镇压。记者面临着重大风险，包括威胁、监禁和人身虐待，被迫逃离HTS控制地区。HTS使用任意拘留和酷刑压制政治对手。

### 阻碍人道主义援助
HTS严重阻碍其控制地区的人道主义援助，特别是境内流离失所者。叙利亚2023年人权报告指该组织对人道主义援助物资任意征税，干涉援助物资的分配。HTS调节援助资金的流向，控制受助者选择，确保援助资金被用于自身利益。

### 剥削儿童
据美国国务院报告，HTS剥削儿童违反国际法，严重侵犯儿童权利。报告显示，HTS长期使用儿童作为人盾、自杀式炸弹袭击者、儿童兵和刽子手，强迫他们在冲突中扮演暴力角色。